# هیدروکورتیزون-۲۱-بوتیرات
هیدروکورتیزون-۲۱-بوتیرات (به انگلیسی: Hydrocortisone-21-butyrate) با فرمول شیمیایی C۲۵H۳۶O۶ یک ترکیب شیمیایی با شناسه پاب‌کم ۲۳۱۴۴ است. که جرم مولی آن ۴۳۲٫۵۵ g/mol می‌باشد. 